# Autostrada A59
L'autostrada A59, o tangenziale di Como, è un'autostrada italiana a pedaggio, tangenziale alla città di Como nella sua zona sud. Il primo lotto di circa 3 km è stato aperto al traffico il 23 maggio 2015.

## Storia
L'A59 insieme alla A36, alla tangenziale di Varese e a opere di raccordo alla viabilità locale è parte integrante del progetto Autostrada Pedemontana Lombarda. Il primo lotto dell'A59 è stato inaugurato il 23 maggio 2015.

## Costi
Il costo dipende dal tipo di autoveicolo e dal tratto (Como Est - Grandate A9 - Villa Guardia). L'autostrada A59 facente parte di Autostrada Pedemontana Lombarda utilizza diverse postazioni con lettura targa o rilevazione dispositivo di telepedaggio per calcolare i costi da addebitare, registrare il mezzo e la tratta. Per calcolare i costi si può andare su https://apl.pedemontana.com/calcola-il-pedaggio. Per assistenza e pagamenti ci si può rivolgere al punto verde presente presso l'uscita Bregnano - Mozzate della A36. Sulla A59 sono attivi sconti per gli utenti abituali, motociclisti, utenti con conto targa e/o telepedaggio. 
Si può pagare il pedaggio con un dispositivo di telepedaggio (es. Telepass, Unipolmove e simili), con conto targa registrato sul sito o app di Autostrada Pedemontana Lombarda o tramite bollettino che viene spedito a casa in caso di assenza di telepedaggio o conto targa registrato.
I pagamenti devono avvenire entro 15 giorni dall'uso del suddetto tratto autostradale

## Le società coinvolte
La società Autostrada Pedemontana Lombarda S.p.A. (68% Milano Serravalle - Milano Tangenziali S.p.A., 20% Equiter S.p.A., 6% Banca Infrastrutture Innovazione Sviluppo S.p.A., 5% UBI Banca S.p.A., 1% Par. Cop. Soc. Cons. Ar. L.) ha per oggetto la promozione, lo studio, la progettazione, la costruzione e l'esercizio dell'autostrada mentre la società Concessioni Autostradali Lombarde S.p.A (50% ANAS, 50% Infrastrutture Lombarde al 100% della regione Lombardia) ha per oggetto il monitoraggio dell'iter approvativo della Convenzione Unica di Concessione, coordinamento e supporto alla società Pedemontana per la redazione degli atti di gara per l'individuazione del Contraente Generale (lotti CO1 e VA1) e per l'affidamento della progettazione definitiva (lotti A, B1, B2, C, D, CO2, VA2), attività tecniche connesse all'accordo di Programma promosso dalla Regione Lombardia, rilascio/diniego attestazioni di compatibilità tecnica di interventi urbanistici in fascia di salvaguardia.

## Pedaggio

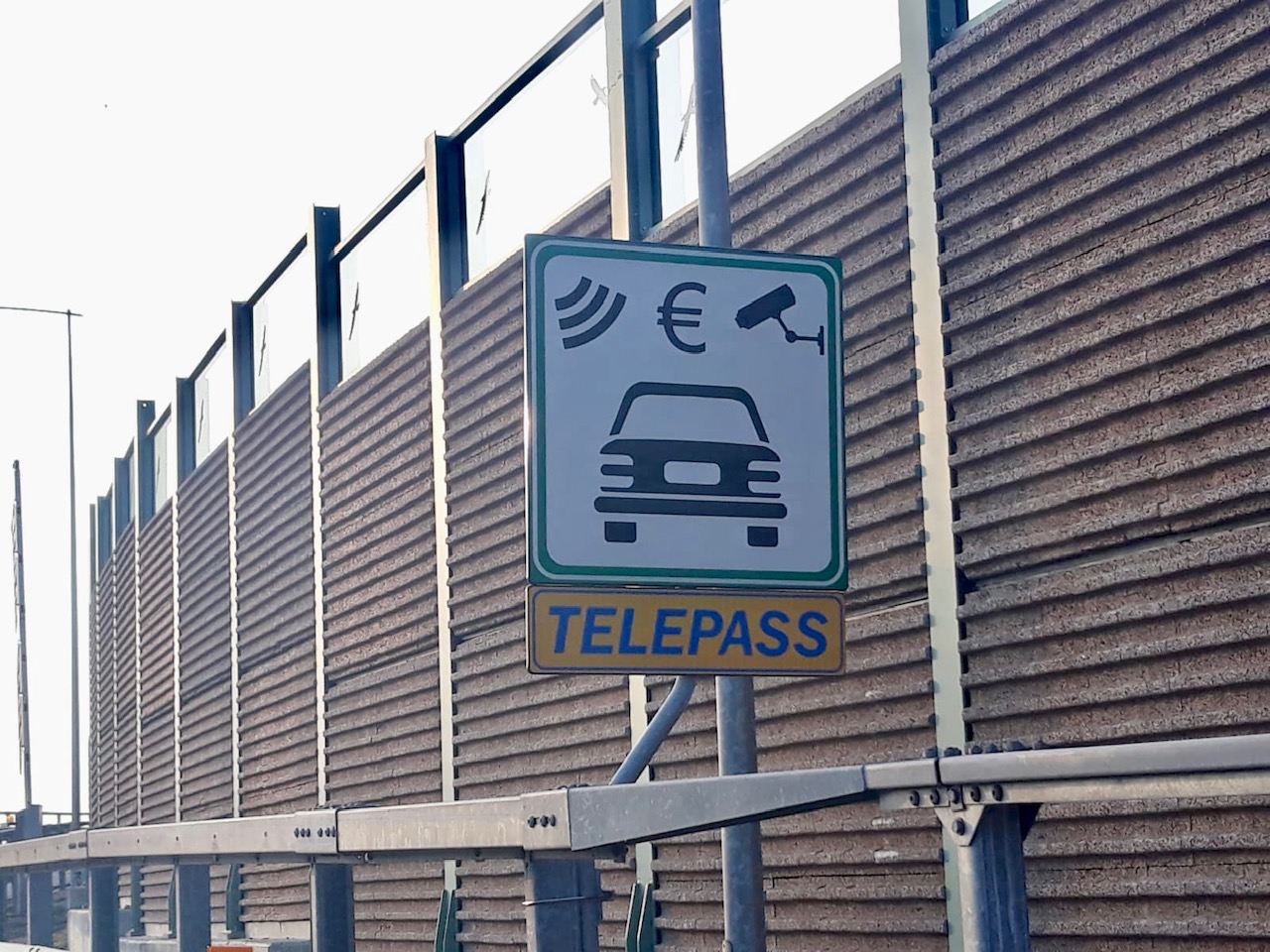
Segnaletica stradale per il pedaggio free-flow

L'A59 è soggetta a pedaggio in modalità elettronica free-flow.
Il pedaggio fino al 31 ottobre 2015 non è stato riscosso.

## Percorso
L'autostrada si sviluppa in direzione est-ovest ed è tangenziale alla città di Como nella sua zona sud. A ovest la tangenziale ha origine da Villa Guardia, interseca l'autostrada A9 presso Grandate e terminerà quindi a est innestandosi nella SP ex SS 342 presso Albese con Cassano, per una lunghezza totale di circa 9 chilometri, 6 dei quali in galleria sotto le aree collinari che circondano la città di Como.
L'opera è divisa in due lotti: il lotto 1 (aperto al traffico), lungo circa tre chilometri, va dall'origine (Villa Guardia) allo svincolo di Acquanegra; il lotto 2 (in progetto), di circa sei chilometri, va dallo svincolo di Acquanegra al termine.
| Autostrada A59 Tangenziale di Como |                       |      |      |      |           |                |
| Tipo                               | Indicazione           | ↓km↓ | ↑km↑ | Note | Provincia | Strada europea |
|                                    | Villa Guardia         | 0,0  | ?    |      | CO        |                |
|                                    | Autostrada A9         | 0,8  | ?    |      | CO        |                |
|                                    | Como Est (Acquanegra) | 2,9  | ?    |      | CO        |                |
|                                    | Albese con Cassano    | ?    | 0,0  |      | CO        |                |

## Opere principali
Il lotto dell'A59 aperto al traffico si caratterizza per la presenza della galleria artificiale e naturale di Grandate (600 metri), il viadotto Acquanegra (250 metri con sovrappasso di 2 linee ferroviarie), quattro ponti, tre viadotti, sette cavalcavia e quattro sottovia.

## Ampliamenti in progetto
L'A59 prevede un secondo lotto, il quale sarà un prolungamento verso est, dal costo previsto di 450 milioni di euro.